# Коваленко Данило Петрович
Коваленко Данило Петрович (1900—1992) — радянський російський архітектор, заслужений архітектор РРФСР (1968).

## Біографія

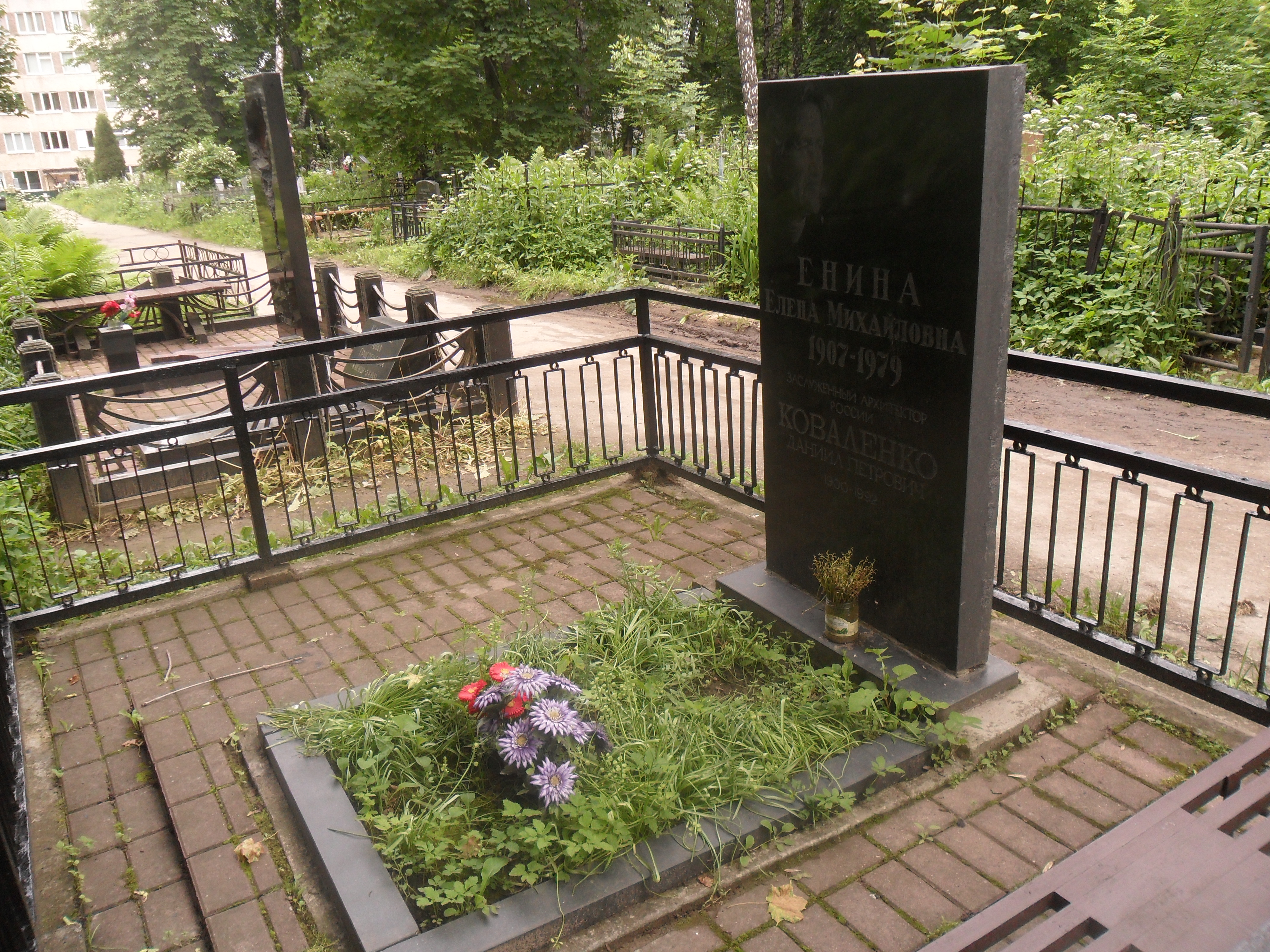
Могила Коваленко на Братському кладовищі Смоленська.

Коваленко Данило народився 7 квітня 1900 року в Сумах. Закінчив Київський художній інститут, пізніше закінчив Київський інженерно-будівельний інститут. З 1924 року займався архітектурною діяльністю, до початку Великої Вітчизняної війни працював у Молдавській РСР, проектував будівлі в Тирасполі та Кишиневі. З початком війни пішов у діючу армію, воював на Воронезькому фронті.
У листопаді 1943 року Головне інженерне управління РСЧА відрядило Коваленко на відновлення зруйнованого війною Смоленська. З 1952 року був головним архітектором Смоленська. Керував відновленням великої кількості будівель у місті, в тому числі: будівлі Будинку Червоної Армії на вулиці Велика Радянська (нині — старий корпус Смоленської сільськогосподарської академії), ряд житлових будинків по вулицях Леніна, Велика Радянська, Дзержинського, Тухачевського і так далі. За відновлення «будинку з годинником» Коваленко був нагороджений премією на конкурсі РРФСР. Багато будівлі, спроектовані та відновлені під керівництвом Коваленко, є пам'ятками архітектури регіонального та федерального значення.
Також Коваленко проектував пам'ятники, присвячені Великій Вітчизняній війні, в тому числі «Курган безсмертя», «Багнет», «Танк». Картини і малюнки, виконані ним, неодноразово експонувалися на різних виставках. Неодноразово публікувався в газетах і журналах, видав книгу «Смоленськ завтра».
Протягом 12 років був депутатом Смоленського міської ради та членом виконавчого комітету міськради.
Помер 9 березня 1992 року. Похований на Братському кладовищі Смоленська